# Santa Maria (Pangasinan)
Santa Maria is een gemeente in de Filipijnse provincie Pangasinan op het eiland Luzon. Bij de laatste census in 2007 had de gemeente bijna 31 duizend inwoners.

## Geografie

### Bestuurlijke indeling
Santa Maria is onderverdeeld in de volgende 23 barangays:
| - Bal-loy - Bantog - Caboluan - Cal-litang - Capandanan - Cauplasan - Dalayap - Libsong - Namagbagan - Paitan - Pataquid - Pilar | - Poblacion East - Poblacion West - Pugot - Samon - San Alejandro - San Mariano - San Pablo - San Patricio - San Vicente - Santa Cruz - Santa Rosa |

## Demografie
Santa Maria had bij de census van 2007 een inwoneraantal van 30.721 mensen. Dit zijn 2.861 mensen (10,3%) meer dan bij de vorige census van 2000. De gemiddelde jaarlijkse groei komt daarmee uit op 1,36%, hetgeen lager is dan het landelijk jaarlijks gemiddelde over deze periode (2,04%).